# المالكوها ذو المنقار الأصفر
المالكوها ذو المنقار الأصفر (Rhamphococcyx calyorhynchus) هو نوع من الوقواق من فصيلة Cuculidae. هو متوطن في سولاوسي، إندونيسيا. موائله الطبيعية هي الغابات المنخفضة الرطبة شبه الاستوائية أو الاستوائية.
غالبًا ما يتبع قرد المور المكاكي.